# Solenopsis blanda
Solenopsis blanda är en myrart som först beskrevs av W. Foerster 1891.  Solenopsis blanda ingår i släktet eldmyror, och familjen myror. Inga underarter finns listade i Catalogue of Life.